# Synagoge (Ostrava)
Koordinaten: 49° 50′ 10,9″ N, 18° 17′ 37,2″ O

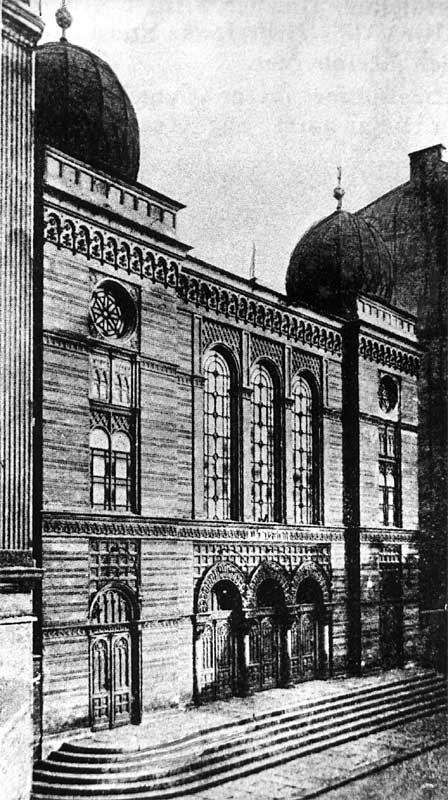
Synagoge in Ostrava

Die Synagoge in Ostrava (deutsch Mährisch Ostrau), Verwaltungszentrum der Mährisch-Schlesischen Region in Tschechien, wurde in den 1870er Jahren errichtet. Die Synagoge in der Pittlergasse wurde am 15. September 1879 feierlich eingeweiht.
Als Vorbild diente dem einheimischen Architekten die Neue Synagoge in Berlin im orientalisierenden Stil.
Die Synagoge wurde von den deutschen Besatzern 1939 zerstört.